# Semuel ibn Nagrela
Semuel ibn Nagrela (em hebraico שמואל הלוי בן יוסף הנגיד‎ Sh'muel ha-Levi ben Yosef han-Nagid, em árabe أبو إسحاق إسماعيل بن النغريلة Abu Ishaq Isma'il bin Naghrillah; Mérida, Espanha, 993 — 1055), mais conhecido como ha-Naguid, poeta e filósofo hispano-judeu.

## Biografia
Chamado pelos seus contemporâneos Ha-Naguid, o Príncipe, nasceu em Mérida e educado na cidade de Córdova para mais tarde e como consequência das lutas no Califado emigrar a Málaga, onde ensina árabe. Em 1020 agia de secretário (kátib) dos reis Zíridas de Granada. Em 1027 foi investido com o título de Naguid ou príncipe das alfamas judaicas do reino e no mesmo ano foi designado vizir do rei Habus Almuzafar de Granada. Em 1038 age como general dos exércitos do rei Badis ben Habus, lutando durante vinte anos com os taifas vizinhos: Sevilha, Málaga, Almeria e Carmona.
Protegeu a ciência judaica e as escolas talmúdicas e empreendeu uma tarefa erudita e literária, especialmente interessada pelo talmude e a gramática; susteve polêmicas sobre os erros do islamismo.

## Obra
Foi um grande poeta elegíaco, lamentando a ausência de parentes e amigos e a instabilidade das coisas humanas, bem como os horrores da guerra. Quase todas as suas composições destacam-se pela sua elevação moral e filosófica.
A sua obra literária é recolhida, na sua maior parte, em Divan, e inclui composições poéticas em hebraico com marcada influência de temas e formas árabes.
Entre as suas obras poéticas destacam-se Ben Tehillim (Novos Salmos); Ben Michlé (Novos Provérbios) e Ben Qohélet (Novo Eclesiastes), todas elas, como os seus títulos indicam, de inspiração bíblica.
Escreveu em prosa Introdução ao Talmude, O livro da riqueza.
Cultivou também a poesia profana, de temática variada que compreende desde composições militares e políticas até poemas amorosos e elegias.